# 町田消防署

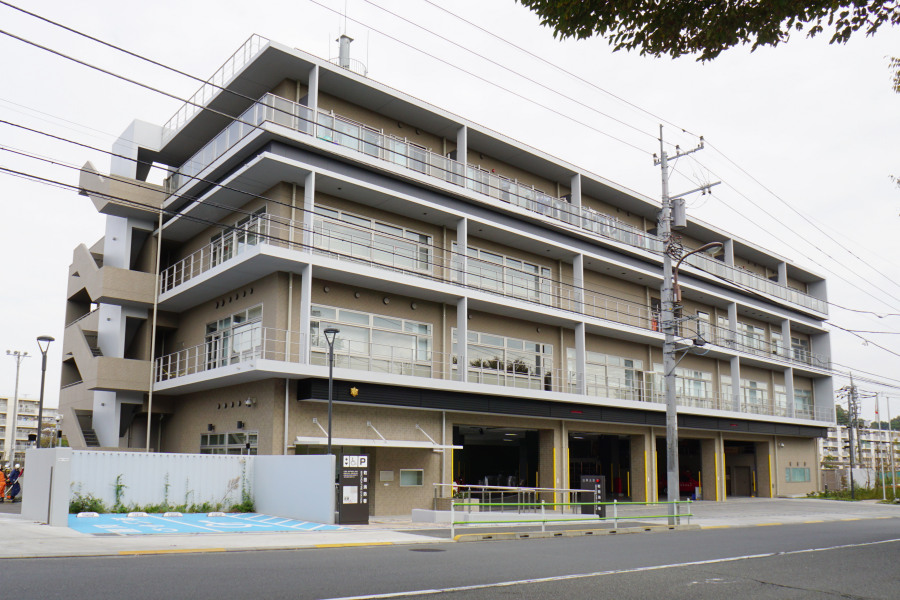
町田消防署本署

町田消防署（まちだしょうぼうしょ）は、東京都町田市にある東京消防庁第九消防方面本部に所属する消防署。

## 概要
町田市の全域を管轄地域とする。本署と5つの出張所に、計8隊（うち本署に3隊）の救急隊を配置している。分駐所では本署等の市内近隣救急隊を1隊派遣する形で日中待機させている。本署には特別救助隊（町田救助）、忠生出張所には特別消火中隊が設置されている。
1963年（昭和38年）から使用していた中町三丁目の旧本署は、建築から50年以上が経過し、施設の老朽化が進んでいたことから、東京都と町田市では新たな防災拠点として、本町田の町田木曽住宅内にある旧町田市立緑ヶ丘小学校跡地に新本署を建設し、2017年11月1日に落成式が行われ、同年11月21日に移転した。新本署の敷地面積は約8,000平方メートルと完成当時は都内一の広さを誇り、広大な訓練スペースや100トンの水を蓄えられる地下防火水槽など様々な設備を備える。

## 沿革
- 1945年（昭和20年）6月18日 - 八王子消防署町田町臨時派出所を設置[6][7]。
- 1948年（昭和23年）3月7日 - 消防組織法の施行にともない、町田町が町田町消防本部を設置する。それに伴い八王子市消防本部の管轄となる八王子消防署から町田出張所が分離独立し、町田町消防本部の管轄となる町田消防署が発足。所在地は中町一丁目18番[8]。
- 1950年（昭和25年）12月25日 - 原町田278番地（現在の原町田五丁目8番、現・町田市健康福祉会館付近）に本署を移転[8]。
- 1958年（昭和33年）2月1日 - 町田町、鶴川村、忠生村、堺村の1町3村が合併による市制施行で、町田市消防本部に改称[9]。
- 1960年（昭和35年）
  - 3月31日 - 翌日の消防事務委託に伴い町田市消防本部が廃止。
  - 4月1日 - 東京消防庁に消防事務が委託され、東京消防庁町田消防署に改称[10]。
- 1962年（昭和37年）10月18日 - 暫定救急業務を開始（他所属派遣隊により運用）[11]
- 1963年（昭和38年）5月31日 - 南大谷1503番地（現在の中町三丁目2-19）に本署を移転[11]。
- 1964年（昭和39年）1月1日 - 救急業務を正式に開始[11]。
- 1966年（昭和41年）5月27日 - 忠生出張所を開設[12]。
- 1969年（昭和44年）5月15日 - 南出張所を開設[13]。
- 1971年（昭和46年）1月15日 - 忠生救急隊を運用開始[14]。
- 1972年（昭和47年）5月1日 - 鶴川出張所を開設[14]。
- 1973年（昭和48年） - 本署の望楼を使用中止[15]。
- 1974年（昭和49年）2月20日 - 南救急隊を運用開始[16]。
- 1975年（昭和50年）4月15日 - 鶴川救急隊を運用開始[16]。
- 1985年（昭和60年）2月20日 - 西町田出張所を開設[17]。西町田救急隊を運用開始。
- 1987年（昭和62年）3月16日 - 特別救助隊を発足[18]。
- 1995年（平成7年）12月11日 - 町田第二救急隊を運用開始[19]。
- 2001年（平成13年）4月10日 - 成瀬出張所を開設[20]。成瀬救急隊を運用開始。
- 2004年（平成16年）12月1日 - 特別消火中隊を発足。
- 2014年（平成26年） - 施設の老朽化と耐震上の理由から、本署の望楼を解体[15]。
- 2017年（平成29年）
  - 11月1日 - 本町田の新本署で落成式を実施[3]。
  - 11月21日 - 本町田に本署を移転[4][5]。
- 2018年（平成30年）5月16日 - 原町田分駐所を開設[1]。
- 2023年（令和5年）10月17日 - 平日日中限定運用の「町田デイタイム救急隊」を運用開始[21][22]。

## 所在地
- 東京都町田市本町田2380-3
- アクセス：町田バスセンターより神奈中バス「原田向」バス停下車。

## 出張所
- 忠生出張所
  - 住所：町田市忠生三丁目6-1
  - 開設年月日：1966年（昭和41年）5月27日
  - アクセス：町田バスセンターより神奈中バス「JA忠生支店前」下車徒歩1分もしくは「上宿」バス停下車徒歩3分。
- 南出張所
  - 住所：町田市金森四丁目5-2
  - 開設年月日：1969年（昭和44年）5月15日
  - アクセス：町田バスセンターより神奈中バス「南農協前」バス停下車徒歩3分。
- 鶴川出張所
  - 住所：町田市鶴川三丁目2-4
  - 開設年月日：1972年（昭和47年）5月1日
  - アクセス：鶴川駅より神奈中バス「消防署前」バス停下車徒歩1分。
- 西町田出張所
  - 住所：町田市相原町45-3
  - 開設年月日：1985年（昭和60年）2月20日
  - アクセス：相原駅西口もしくは橋本駅北口より神奈中バス「相原境」バス停下車徒歩2分。
- 成瀬出張所
  - 住所：町田市成瀬八丁目9-20
  - 開設年月日：2001年（平成13年）4月10日
  - アクセス：町田バスセンターもしくは成瀬駅より神奈中バス「成瀬消防出張所前」バス停下車徒歩1分。

## 分駐所
- 原町田分駐所
  - 住所：町田市原町田四丁目24-6 せりがや会館内
  - 開設年月日：2018年（平成30年）5月16日
  - アクセス：町田バスセンターより神奈中バス「原町田四丁目」バス停下車徒歩3分。
    - 日中の救急要請が多い町田駅周辺への救急出動に対応する為の救急隊待機場所として、既存公共施設を利用して設置[1]。

## 配備車両
町田消防署の配置車両は、合計32台である（2018年現在）。特記以外は本署所属。
- 小型ポンプ車：3台（忠生：1、西町田：2／非常用含む）
- 水槽付ポンプ車：2台（南：1、鶴川：1）
- 普通消防ポンプ車：8台（本署：2、忠生：1、南：1、鶴川：1、西町田：1、成瀬：2／非常用含む）
- 普通化学車：1台
- 救助車：1台
- はしご車：1台
- 指揮隊車：1台
- 高規格救急車：9台（本署：4、忠生：1、南：1、鶴川：1、西町田：1、成瀬：1／非常用含む）
- 広報車：5台
- 人員輸送車（災害対応多目的車）：1台

## 出来事
- 2022年5月11日、のぞき目的で住宅敷地内に侵入したとして、町田署の消防副士長が停職処分となった。副士長は2021年9月に神奈川県警察に住居侵入の現行犯で逮捕されていた。[24]
- 2023年6月5日の夕方、乗用車が歩道に乗り上げ、男性をはねた後、町田署（本署）の建物に突っ込んだ[25]。

## 参考
1. 1 2 3  町田消防署における救急隊の機動的な運用の試行について東京消防庁
2. ↑  旧緑ヶ丘小学校用地町田市
3. 1 2  広報まちだ 2017年11月15日号 5面
4. 1 2  町田消防署 庁舎移転のお知らせ町田消防署
5. 1 2  町田消防署 54年の歴史に幕タウンニュース
6. ↑  消防署の紹介〈署の沿革〉東京消防庁 八王子消防署
7. ↑  『町田消防署 50年のあゆみ』p.73
8. 1 2  『町田消防署 50年のあゆみ』p.13
9. ↑  『町田消防署 50年のあゆみ』p.14
10. ↑  『町田消防署 50年のあゆみ』p.15
11. 1 2 3  『町田消防署 50年のあゆみ』p.16
12. ↑  『町田消防署 50年のあゆみ』p.17
13. ↑  『町田消防署 50年のあゆみ』p.18
14. 1 2  『町田消防署 50年のあゆみ』p.19
15. 1 2  町田消防署 広報誌ほのお155号
16. 1 2  『町田消防署 50年のあゆみ』p.20
17. ↑  『町田消防署 50年のあゆみ』p.24
18. ↑  『町田消防署 50年のあゆみ』p.25
19. ↑  『町田消防署 50年のあゆみ』p.28
20. ↑  広報まちだ2001年4月21日号町田市
21. ↑  町田デイタイム救急隊運用開始！～２３区以外で初運用～町田消防署
22. ↑  町田消防署 デイタイム救急隊が発足タウンニュース町田版
23. ↑  東京消防庁保有車両一覧東京消防庁
24. ↑  “のぞき目的で住居侵入”.   朝日新聞 (2022年5月11日). 2023年8月30日閲覧。
25. ↑  “消防署に車突っ込み歩行者死亡”.   共同通信. 2023年6月6日閲覧。